# 후쿠이 TV 방송

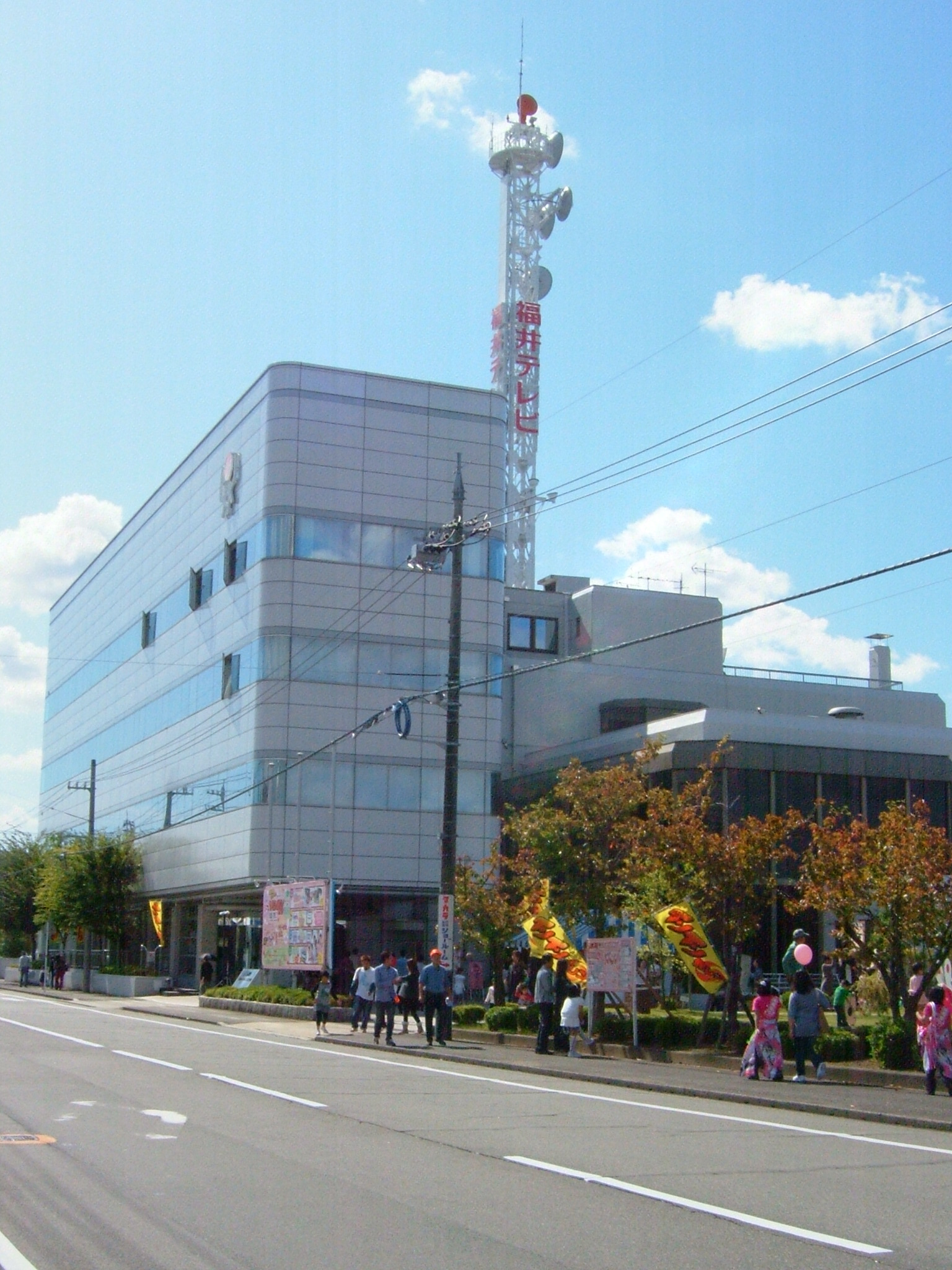
후쿠이 TV 방송

후쿠이 TV 방송(福井テレビジョン放送)는 1969년 10월 1일, 일본 후쿠이현에서 2번째이자 마지막으로 설립된 민영방송국이다.
줄여서 FTB라 부르며, 콜사인은 JOFI-DTV이다.

## 연혁
- 1969년 1월 회사설립.
- 1969년 10월 1일　후쿠이현의 2번째 민영 텔레비전 방송국으로 개국.
- 2006년 5월 1일 지상파 디지털 텔레비전 방송 개시.
- 2011년 7월 24일 지상파 디지털 텔레비전으로 전환, 지상파 아날로그 방송 종료.

## 특징
- 개국 전에는 TV 아사히와 크로스 네트워크 관계를 맺으려 했으나 개국 직전 입장을 바꿔 후지 TV와 단독으로 네트워크 관계를 맺었다.
- 아날로그 텔레비전 방송이 번파되기 전에는 후쿠이현에서 유일한 UHF 방송국이라 U채널이라고 불리기도 했다.
- 후쿠이 방송에서 방송하지 않는 TV 아사히 계열 프로그램이나 TV 도쿄계열 프로그램을 많이 방송하고 있다.
- 춘천문화방송과 우호관계를 맺고 있다.

## 현내 방송국
- NHK 후쿠이 방송국
- 후쿠이 방송(FBC)(TV는 니혼 TV·TV 아사히계열, 라디오는 JRN&NRN계열)
- 후쿠이 FM 방송(JFN 계열)